# USS McCook (DD-252)
Za druga plovila z istim imenom glejte USS McCook.
USS McCook (DD-252) je bil rušilec razreda Clemson v sestavi Vojne mornarice Združenih držav Amerike.
Rušilec je bil poimenovan po pomorskem častniku Rodericku S. McCooku.

## Zgodovina
V sklopu sporazuma rušilci za baze je bila predana Kraljevi vojni mornarici. 24. septembra 1940 je bila tako predana Britancem, ki pa so jo takoj predali naprej Kraljevi kanadski vojni mornarici, ki so jo poimenovali HMCS St. Croix (I81).